# Kenta Hoshihara
Kenta Hoshihara (Osaka, 1 mei 1988) is een Japans voetballer.

## Carrière
Kenta Hoshihara speelde tussen 2007 en 2012 voor Gamba Osaka. Hij tekende in 2012 bij Mito HollyHock.